# 宦爵才郎
宦爵才郎（藏語：དཔལ་འབྱོར་ཚེ་རིང་，威利转写：dpal 'byor tshe ring；1929年5月—2008年10月14日），男，藏族，青海化隆人，中华人民共和国政治人物。

## 生平
1929年5月生于今青海省化隆回族自治县一个农民家庭。1949年9月，参加青海省青年干部训练班，任青海省军事管制委员会文教处干事。1951年3月，任中国共青团青海省委统战部部长兼青海省青联副主席。1954年6月加入中国共产党。1956年4月，任中共青海省果洛藏族自治州委副书记。1960年11月，任青海省门源回族自治县苏吉滩公社党委副书记。1961年10月，任青海省民委干部。1963年5月，任中共青海省海北藏族自治州委副书记，1965年1月任海北藏族自治州州长。
文革爆发后，宦爵才郎受到冲击迫害。1966年12月，到青海省海北藏族自治州“五·七”干校劳动。1970年12月，任青海省海北藏族自治州草原工作站副站长。1975年5月，任中共青海省海北藏族自治州委常委、海北藏族自治州革委会副主任。1978年3月任中共青海省海北藏族自治州委副书记、海北藏族自治州革委会主任。1979年3月任中共青海省海北藏族自治州委书记。中共十一届三中全会后，宦爵才郎将海北藏族自治州的工作重点转移到经济建设上来，提出“加强牧区建设，实行科学养畜”。
1981年10月，任中共青海省委常委。1982年7月，任中共青海省委常委、宣传部部长。1983年2月，任中共青海省委副书记。1985年11月到1987年6月，兼中共青海省委党校校长。1988年1月，任第七届青海省人民代表大会常务委员会主任、党组书记。1993年1月，任第八届青海省人民代表大会常务委员会主任、党组书记。1993年3月，任第八届全国人民代表大会民族委员会副主任委员。1998年3月，第九届全国人大第一次会议上，他当选全国人民代表大会常务委员会委员。2004年1月离职休养。宦爵才郎是第七、八、九届全国人大代表，青海省第二、五、七、八届人大代表。
2008年10月14日，宦爵才郎在西宁病逝，享年80岁。10月20日，宦爵才郎同志遗体告别仪式在青海神安殡仪馆举行。